# 箱根町

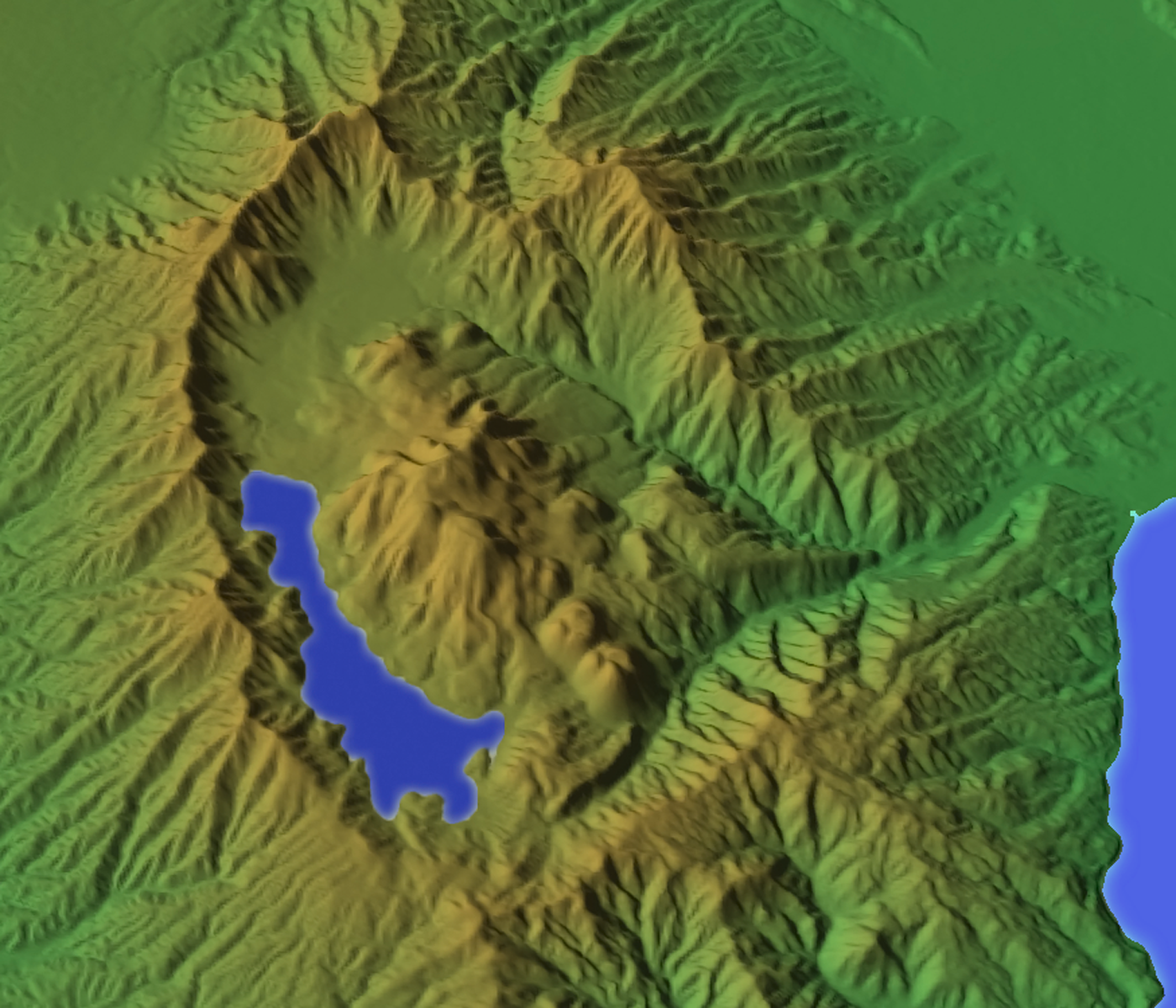
箱根町全域のCG画像

箱根町（はこねまち）は、神奈川県西部にあり、足柄下郡に属する町。
箱根峠の東側にあり、箱根温泉や芦ノ湖、箱根神社で有名。

## 概要
古くからの温泉町である。また、江戸時代には箱根関が置かれた地である。なお、箱根温泉とは湯本、塔ノ沢、大平台、宮ノ下、小涌谷など町内にある温泉の総称である。
温泉地としての評価は、江戸時代の温泉番付によると前頭格だった。戦後は、堤康次郎率いる西武・国土計画陣営（駿豆鉄道→現伊豆箱根鉄道、伊豆箱根バス等）と、五島慶太・安藤楢六率いる東急・小田急陣営（箱根登山鉄道→現小田急箱根、箱根登山バス等）によって「箱根山戦争」と揶揄される精力的な観光開発競争があり急速に発展、以後は日本を代表する温泉観光地として知られている。
年明けの1月2、3日に行われる東京箱根間往復大学駅伝競走は長い歴史を持ち、数々の名勝負を生んだ正月の恒例行事であり、箱根が最も活気に溢れる。
2016年3月には芦ノ湖周辺が森林セラピー基地としての認定を受け、2017年に環境省により公表された富士山がある風景100選では町内12ヶ所が選定された。

## 地理
箱根山を中心とする連山に囲まれ、カルデラ湖の芦ノ湖がある。町は森林セラピー基地に認定されている。
- 山：神山、冠ヶ岳、箱根駒ヶ岳、明神ヶ岳、金時山、箱根峠、二子山、鞍掛山
- 川：蛇骨川、須雲川、早川、明神川、大沢
- 湖：芦ノ湖、お玉ヶ池、大涌谷
- 滝：蛙の滝、玉簾の滝、飛烟の滝、初花の滝、飛竜の滝、千条の滝

### 気候
気候は町内の高低差が大きいために多様性に富んでおり、標高や海との距離で大きく異なっている。全般的には箱根山の影響で雨が多い地域となっている。中心地の箱根湯本付近は低地のため小田原の気候と変わらず温暖であるが、内陸に入り標高が上がると高山性の寒冷な気候となっている。特に仙石原付近は標高700mほどだが平坦な高原地域となっており寒さが厳しくなっている。芦ノ湖は水温が高いために冬季に結氷することはなく、そのため冬でも湖水効果で近隣の同じような標高に位置する富士五湖地域と異なり、標高700m超の地域としては比較的温和な気候をもたらしている。町内には芦之湯の855mの地点にアメダスが設置されているものの降水量の観測しか行われておらず、気温や積雪量は観測されていない。冬季は南岸低気圧の影響を受ける時に標高の高い地域では大雪となりやすく、首都圏の積雪予報の指標ともなっている。
| 箱根（1991年 - 2020年）の気候      | 箱根（1991年 - 2020年）の気候 | 箱根（1991年 - 2020年）の気候 | 箱根（1991年 - 2020年）の気候 | 箱根（1991年 - 2020年）の気候 | 箱根（1991年 - 2020年）の気候 | 箱根（1991年 - 2020年）の気候 | 箱根（1991年 - 2020年）の気候 | 箱根（1991年 - 2020年）の気候 | 箱根（1991年 - 2020年）の気候 | 箱根（1991年 - 2020年）の気候 | 箱根（1991年 - 2020年）の気候 | 箱根（1991年 - 2020年）の気候 | 箱根（1991年 - 2020年）の気候 |
| 月                                 | 1月                           | 2月                           | 3月                           | 4月                           | 5月                           | 6月                           | 7月                           | 8月                           | 9月                           | 10月                          | 11月                          | 12月                          | 年                            |
| ---------------------------------- | ----------------------------- | ----------------------------- | ----------------------------- | ----------------------------- | ----------------------------- | ----------------------------- | ----------------------------- | ----------------------------- | ----------------------------- | ----------------------------- | ----------------------------- | ----------------------------- | ----------------------------- |
| 降水量 mm （inch）                 | 127.7 (5.028)                 | 151.3 (5.957)                 | 284.6 (11.205)                | 321.8 (12.669)                | 326.8 (12.866)                | 420.4 (16.551)                | 425.3 (16.744)                | 346.1 (13.626)                | 448.7 (17.665)                | 403.8 (15.898)                | 197.1 (7.76)                  | 107.9 (4.248)                 | 3,561.3 (140.209)             |
| 平均降水日数 （≥1.0 mm）           | 7.8                           | 8.8                           | 13.2                          | 12.7                          | 13.2                          | 16.2                          | 15.8                          | 13.1                          | 14.7                          | 12.9                          | 9.7                           | 7.2                           | 145.3                         |
| 出典1：Japan Meteorological Agency |                               |                               |                               |                               |                               |                               |                               |                               |                               |                               |                               |                               |                               |
| 出典2：気象庁                      |                               |                               |                               |                               |                               |                               |                               |                               |                               |                               |                               |                               |                               |

## 歴史
- 律令時代 - 東海道相模国足柄下郡に属す。
- 1180年8月 - 源頼朝が挙兵して序盤の戦いを石橋山で戦った。

- 江戸時代 - 徳川家康が江戸幕府を開くと、東海道を足柄峠経由から箱根峠経由に変更させ、現在の箱根町に当たる芦ノ湖畔に箱根関所を設置し、「入鉄砲に出女（武家の妻女）」を厳重に監視した。箱根宿三島町・芦川町は韮山代官所直轄の天領、箱根宿小田原町・新町・新谷町およびそれ以外の箱根町域のほとんどは、小田原藩領となる[2]。
- 1868年8月17日（慶応4年6月29日） - 箱根宿三島町・芦川町の民政一般が神奈川府の管轄となる。ただし一部事務などは韮山県が扱った[2]。
- 明治初年 - 箱根宿が箱根駅に改称。
- 1869年7月25日（明治2年6月17日） - 版籍奉還により、明治政府の行政区画としての小田原藩が成立する。
- 1871年8月29日（明治4年7月14日） - 廃藩置県により、小田原藩が廃止され、小田原県となる。
- 1871年（明治4年9月） - 韮山県廃止により、箱根駅が全面的に神奈川県の管轄となる。
- 1871年12月25日（明治4年11月14日） - 小田原県は廃止され、神奈川県管轄地域を含めた足柄下郡の全域が足柄県に属す[3]。
- 1876年（明治9年）4月18日 - 足柄県を分割し、これ以降は神奈川県に属する[4]。
- 1884年（明治17年） - 箱根駅、元箱根村および芦之湯村が「箱根駅外二ケ村」連合戸長制を敷く[2]。
- 1886年（明治19年）7月 - 函根離宮（現在の恩賜箱根公園）が竣工する。
- 1889年（明治22年）4月1日 - 町村制の施行により、箱根駅、湯本村、温泉村、宮城野村、仙石原村、元箱根村、芦之湯村の1駅6村が発足する[5]。箱根駅、元箱根村および芦之湯村は、「箱根駅外二ヶ村組合」にて行政を行う[2]。
- 1892年（明治25年）10月29日 - 県治局長による内翰により、箱根駅が箱根町に改称する[5]。箱根駅外二ヶ村組合は、箱根町外二ヶ村組合となる。
- 1904年（明治37年） - 七湯経由の人力車道が足ノ湖畔まで開通する[2]。
- 1927年（昭和2年）10月1日 - 湯本村が町制施行し、湯本町となる[5]。
- 1935年（昭和10年）2月 - 同年、横浜市で行われた「横浜復興記念博覧会」の第二会場として「箱根観光博覧会」が開催される。温泉館、水族館などがあり、今なお続く箱根の大名行列はこの博覧会のイベントとして始まった[6]。
- 1945年（昭和20年）- 1月以降、ドイツやソビエト連邦、満洲国などの大使館が連合国の空襲から避けるべく東京より疎開する。

- 1954年（昭和29年）1月1日 - 箱根町外二ヶ村組合の箱根町、元箱根村および芦之湯村が合併して、新たに箱根町となる。

- 1956年（昭和31年）9月30日 - 湯本町、温泉村、宮城野村、仙石原村および箱根町が合併して、新たに箱根町となる。
- 1976年（昭和51年） - 町民歌「和む光の」制定。

## 人口
| |                                        |  |
| 箱根町と全国の年齢別人口分布（2005年） | 箱根町の年齢・男女別人口分布（2005年） |  |
| ■紫色 ― 箱根町 ■緑色 ― 日本全国 | ■青色 ― 男性 ■赤色 ― 女性              |  |
| 箱根町（に相当する地域）の人口の推移 \| 1970年（昭和45年） \| 21,299人 \| \| \| 1975年（昭和50年） \| 20,816人 \| \| \| 1980年（昭和55年） \| 19,882人 \| \| \| 1985年（昭和60年） \| 19,792人 \| \| \| 1990年（平成2年） \| 19,365人 \| \| \| 1995年（平成7年） \| 18,411人 \| \| \| 2000年（平成12年） \| 15,829人 \| \| \| 2005年（平成17年） \| 14,206人 \| \| \| 2010年（平成22年） \| 13,853人 \| \| \| 2015年（平成27年） \| 11,786人 \| \| \| 2020年（令和2年） \| 11,293人 \| \| |                                        |  |
| 総務省統計局 国勢調査より |                                        |  |
| 1970年（昭和45年） | 21,299人                               |  |
| 1975年（昭和50年） | 20,816人                               |  |
| 1980年（昭和55年） | 19,882人                               |  |
| 1985年（昭和60年） | 19,792人                               |  |
| 1990年（平成2年） | 19,365人                               |  |
| 1995年（平成7年） | 18,411人                               |  |
| 2000年（平成12年） | 15,829人                               |  |
| 2005年（平成17年） | 14,206人                               |  |
| 2010年（平成22年） | 13,853人                               |  |
| 2015年（平成27年） | 11,786人                               |  |
| 2020年（令和2年） | 11,293人                               |  |

1990年代後半以降、人口の減少が著しいが、地方交付税の不交付団体であるため、過疎地域への指定は免れている。

## 行政

### 町長
- 町長：勝俣浩行（2020年11月15日就任、1期目）

| 代   | 氏名     | 就任年月日     | 退任年月日     |
| ---- | -------- | -------------- | -------------- |
| 初代 | 石村喜作 | 1956年11月15日 | 1964年11月14日 |
| 2代  | 亀井一郎 | 1964年11月15日 | 1976年11月14日 |
| 3代  | 勝俣茂   | 1976年11月15日 | 1992年11月14日 |
| 4代  | 小川欣一 | 1992年11月15日 | 2000年11月14日 |
| 5代  | 山口昇士 | 2000年11月15日 | 2020年11月14日 |
| 6代  | 勝俣浩行 | 2020年11月15日 | 現職           |

### 地区
- 仙石原（せんごくはら） - 旧仙石原村
- 宮城野（みやぎの） - 旧宮城野村
- 木賀（きが）
- 強羅（ごうら）
- 二ノ平（にのたいら）

- 旧温泉村
  - 底倉（そこくら） - 旧底倉村
    - 小涌谷（こわくだに） - 旧小地獄
    - 宮ノ下（みやのした）

  - 大平台（おおひらだい） - 旧大平台村

- 旧湯本町
  - 塔之澤（とうのさわ） - 旧塔之澤村
  - 湯本（ゆもと） - 旧湯本村
  - 湯本茶屋（ゆもとちゃや） - 旧湯本茶屋村
  - 須雲川（すくもがわ） - 旧須雲川村
  - 畑宿（はたじゅく） - 旧畑宿村

- 芦之湯（あしのゆ） - 旧芦之湯村
- 元箱根（もとはこね） - 旧元箱根村
- 箱根（はこね） - 旧箱根駅（箱根宿・箱根関所）

## 姉妹都市
国内
- 洞爺湖町（旧虻田町時代より提携。北海道虻田郡）
  - 1964年（昭和39年）7月4日提携

海外
- ジャスパー市（ カナダ）
  - 1972年（昭和47年）7月4日提携

- タウポ市（ ニュージーランド）
  - 1987年（昭和62年）10月7日提携

- サン・モリッツ市（ スイス）
  - 2014年（平成26年）11月2日提携（友好都市提携）

## 産業
- 観光、温泉
- 寄木細工（伝統工芸）

## 学校
箱根町では、「箱根町育英奨学金条例」に基づく奨学金制度がある。なお、奨学金は返還義務がともなう。

### 大学
- 私立星槎大学箱根キャンパス

### 高等学校
- 私立函嶺白百合学園高等学校

### 中学校
- 箱根町立箱根中学校（仙石原中・湯本中・箱根明星中を統合して、2008年に開校）
- 私立函嶺白百合学園中学校

廃校となった中学校
- 箱根町立仙石原中学校（2008年（平成20年）3月31日廃校）
- 箱根町立湯本中学校（2008年（平成20年）3月31日廃校）
- 箱根町立箱根明星中学校（2008年（平成20年）3月31日廃校）

### 小学校
- 箱根町立箱根の森小学校（温泉小・宮城野小・箱根小を統合して、2008年（平成20年）4月に開校）
- 箱根町立仙石原小学校
- 箱根町立湯本小学校
- 私立恵明学園小学校
- 私立函嶺白百合学園小学校

廃校となった小学校
- 箱根町立温泉小学校（2008年（平成20年）3月31日廃校）
- 箱根町立宮城野小学校（2008年（平成20年）3月31日廃校）
- 箱根町立箱根小学校（2008年（平成20年）3月31日廃校）

## 交通

### 鉄道・ケーブルカー・ロープウェイ
中心となる駅：箱根湯本駅
小田急箱根
- 鉄道線（箱根登山電車）
  - - 箱根湯本駅 - 塔ノ沢駅 - 大平台駅 - 宮ノ下駅 - 小涌谷駅 - 彫刻の森駅 - 強羅駅

- 鋼索線（箱根登山ケーブルカー）
  - 強羅駅 - 公園下駅 - 公園上駅 - 中強羅駅 - 上強羅駅 - 早雲山駅

- 箱根ロープウェイ
  - 早雲山駅 - 大涌谷駅 - 姥子駅 - 桃源台駅

西武・プリンスホテルズワールドワイド
- 箱根 駒ヶ岳ロープウェー
  - 箱根園駅 - 駒ヶ岳頂上駅

### 道路
有料道路
- 芦ノ湖スカイライン - 箱根峠から芦ノ湖の西脇を縦断して湖尻峠を経由し、芦ノ湖北岸（湖尻）へと至る。
- 箱根ターンパイク - 小田原市早川から、箱根新道（国道1号バイパス）や旧東海道（県道732号）南方を、山地稜線を通るように平行に南西へと進んで湯河原峠へと至る。大観山から西方の箱根町内に入っている一部分では、県道75号（椿ライン）に割り込まれる格好になっており二分割されている。

一般国道
- 国道1号 - 小田原市から箱根湯本・塔ノ沢・大平台・宮ノ下・小涌谷・芦ノ湯・元箱根・箱根峠を経由し、三島市へと下る「東海道」ルート。
  - 小田原箱根道路 - 小田原厚木道路や西湘バイパスの出口から、箱根湯本の東三枚橋で国道1号に合流するまでの区間のバイパスの名称。
  - 箱根新道 - 須雲川沿いを県道732号（旧東海道）と平行するように南西へと進み、元箱根へは向かわずに箱根峠へとそのまま直行するバイパスの名称（自動車専用道路）。
- 国道138号（箱根裏街道） - 宮ノ下で国道1号と分岐し、木賀・宮城野・仙石原・乙女峠を通って御殿場市へと至る。

主要県道
- 神奈川県道75号湯河原箱根仙石原線 - 湯河原町の沿岸部国道135号から分岐して西進し湯河原駅前を通って奥湯河原へと至り、東方の城山方面から北上して大観山へと至る。箱根町に入ってからは元箱根、箱根神社前を経由しつつ仙石原へと至る。

一般県道
- 神奈川県道731号矢倉沢仙石原線（はこね金太郎ライン） - 仙石原と南足柄市の足柄峠を結ぶ路線。
- 神奈川県道732号湯本元箱根線（旧東海道） - 箱根湯本から須雲川沿いに進んで元箱根へと至る。
- 神奈川県道733号仙石原強羅停車場線 - 仙石原と強羅をつなぐ。
- 神奈川県道734号大涌谷小涌谷線 - 大涌谷から強羅・二ノ平を経て小涌谷へと至る。
- 神奈川県道735号大涌谷湖尻線 - 大涌谷から芦ノ湖北岸（湖尻）をつなぐ。
- 神奈川県道736号御殿場箱根線 - 乙女峠の手前で国道138号から分岐して西進し、長尾峠を経由し北上、国道138号に再合流する。
- 神奈川県道737号長尾芦川線
- 神奈川県道738号仙石原新田線

### 路線バス
- 小田急グループ
  - 小田急ハイウェイバス - 御殿場・新宿方面。
  - 箱根登山バス - 御殿場・小田原方面。
  - 東海バス - 三島方面。
- 西武グループ
  - 伊豆箱根バス - 小田原・熱海方面。

### 船舶（観光船・遊覧船）
- 箱根海賊船（小田急箱根） - 小田急グループ。
- 芦ノ湖遊覧船（箱根遊船） - 富士急行グループ。

## 観光
火山環境ならではの地学的な景勝や歴史を彩った名所が多い。高度経済成長期以後は箱根彫刻の森美術館などの美術館が多数開館されている。
近年、海外からの観光客が多く、外国語の表記が目立つ。

### 自然

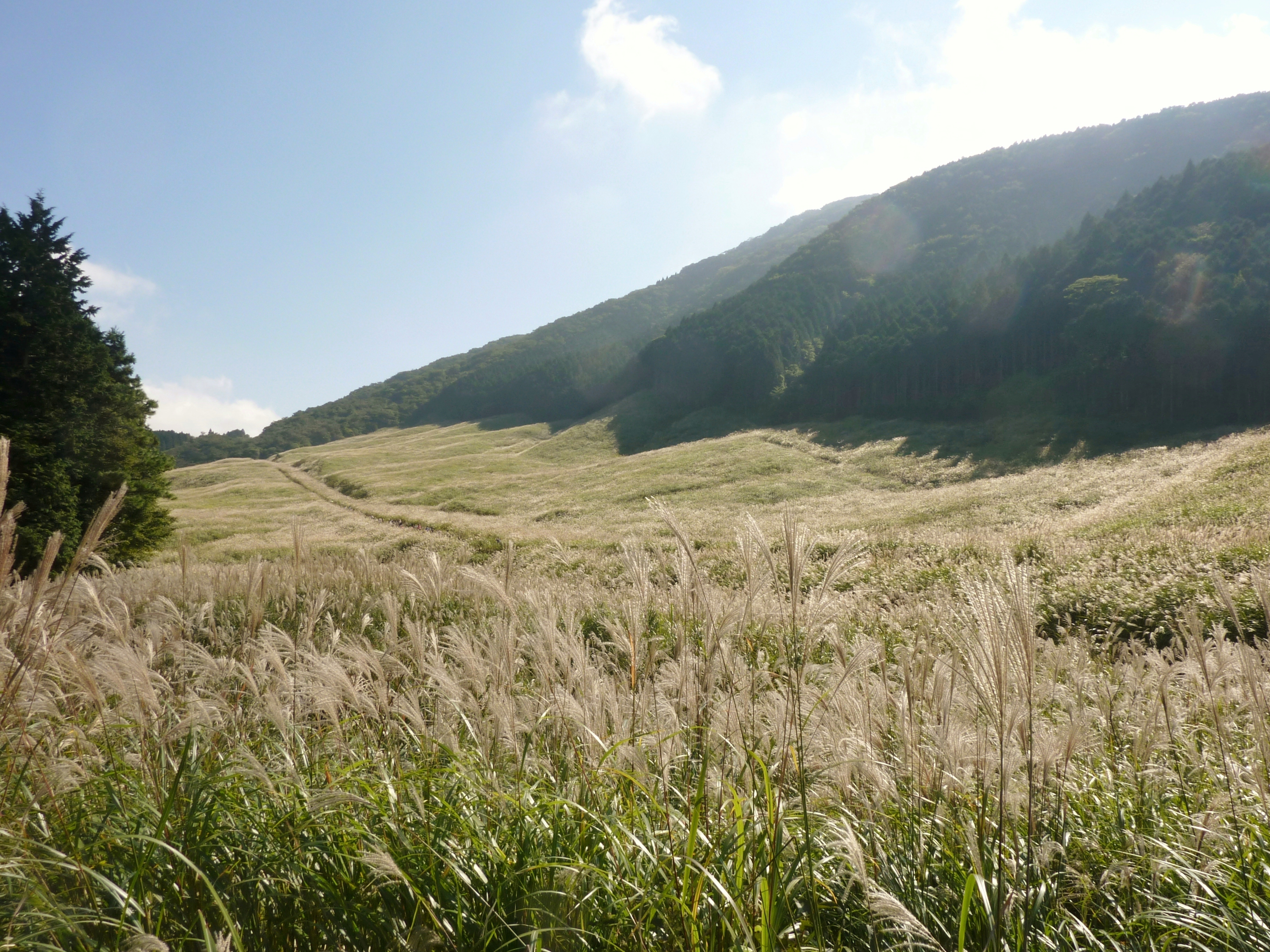
仙石原のすすき草原

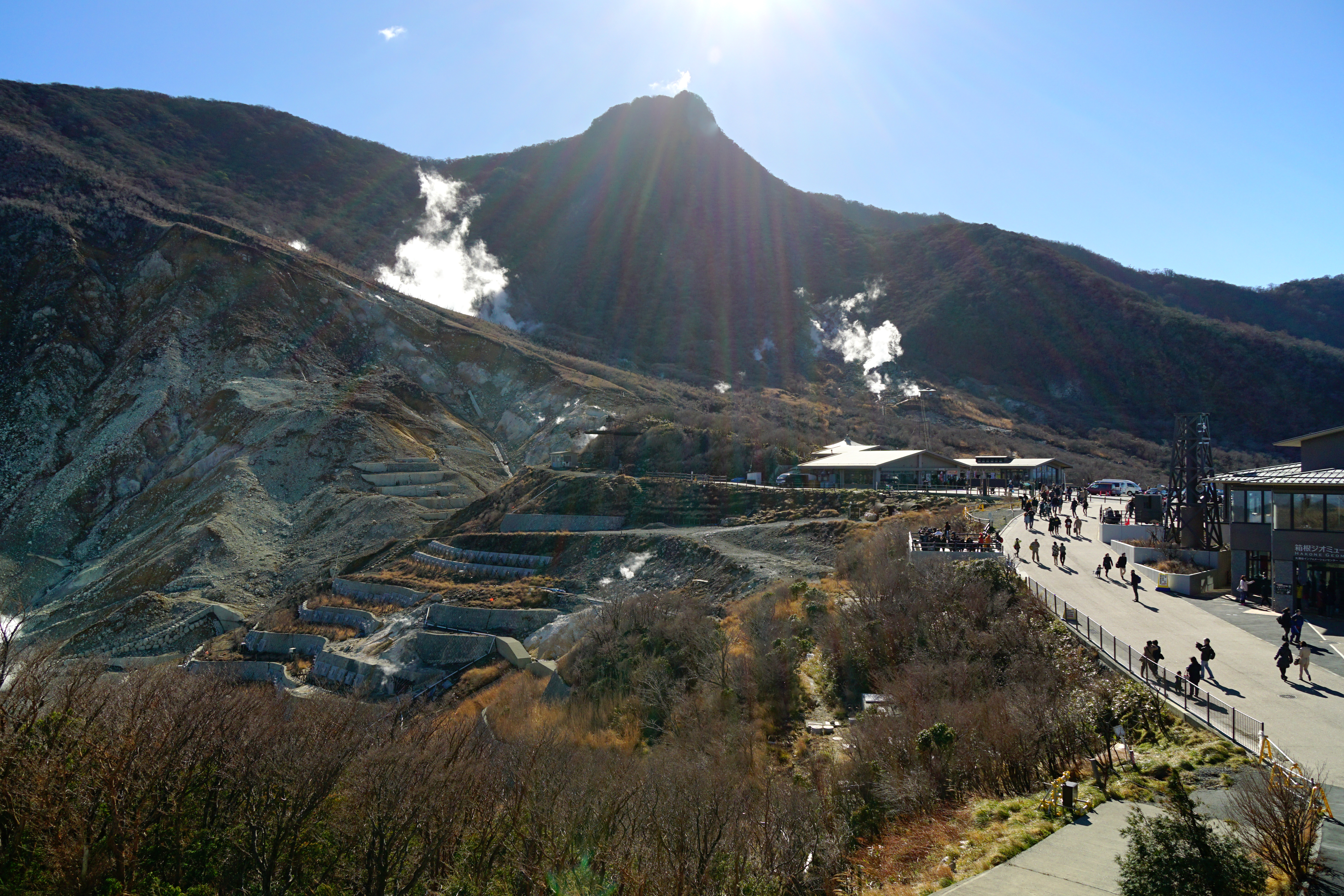
大涌谷

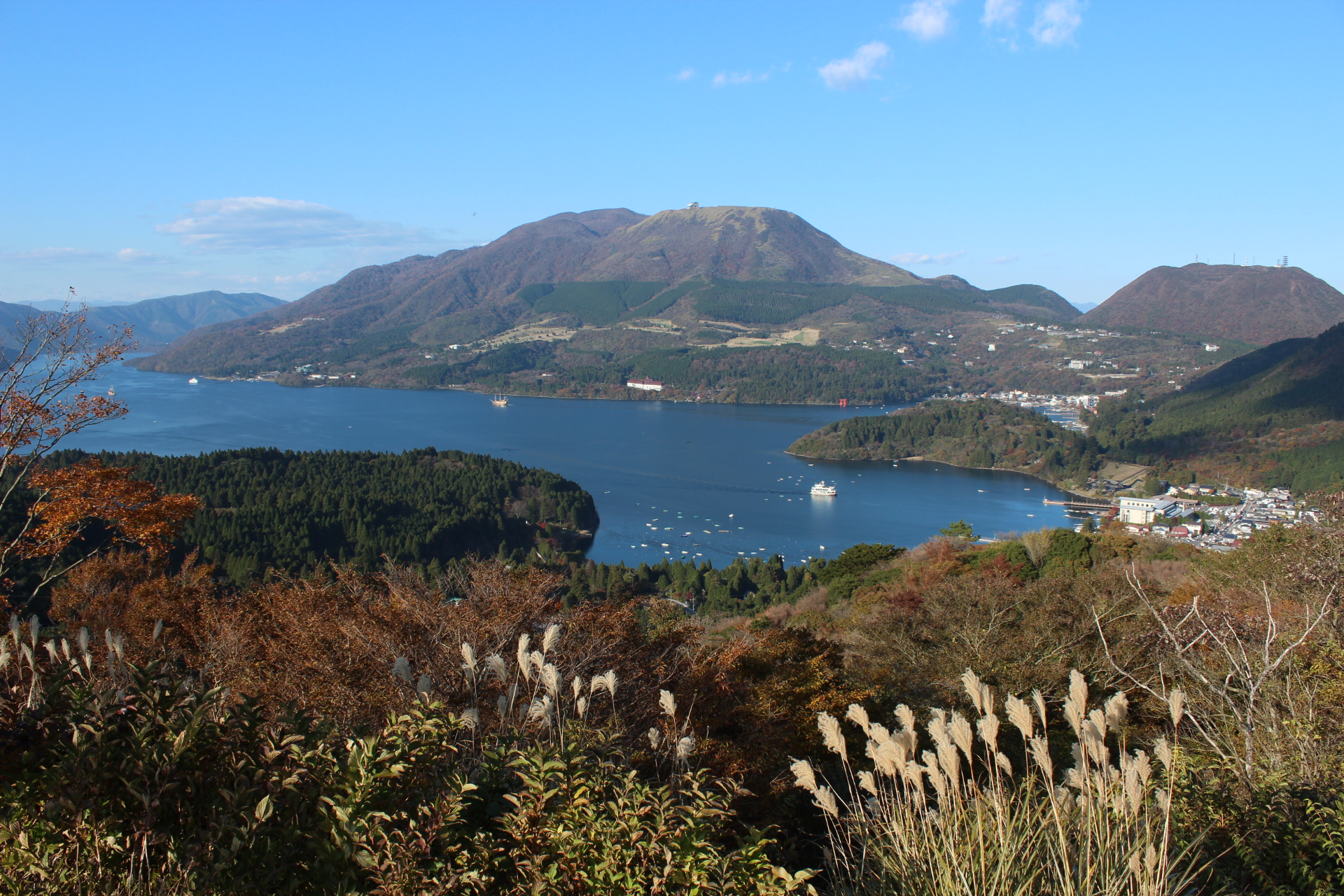
箱根山の中央火口丘と芦ノ湖

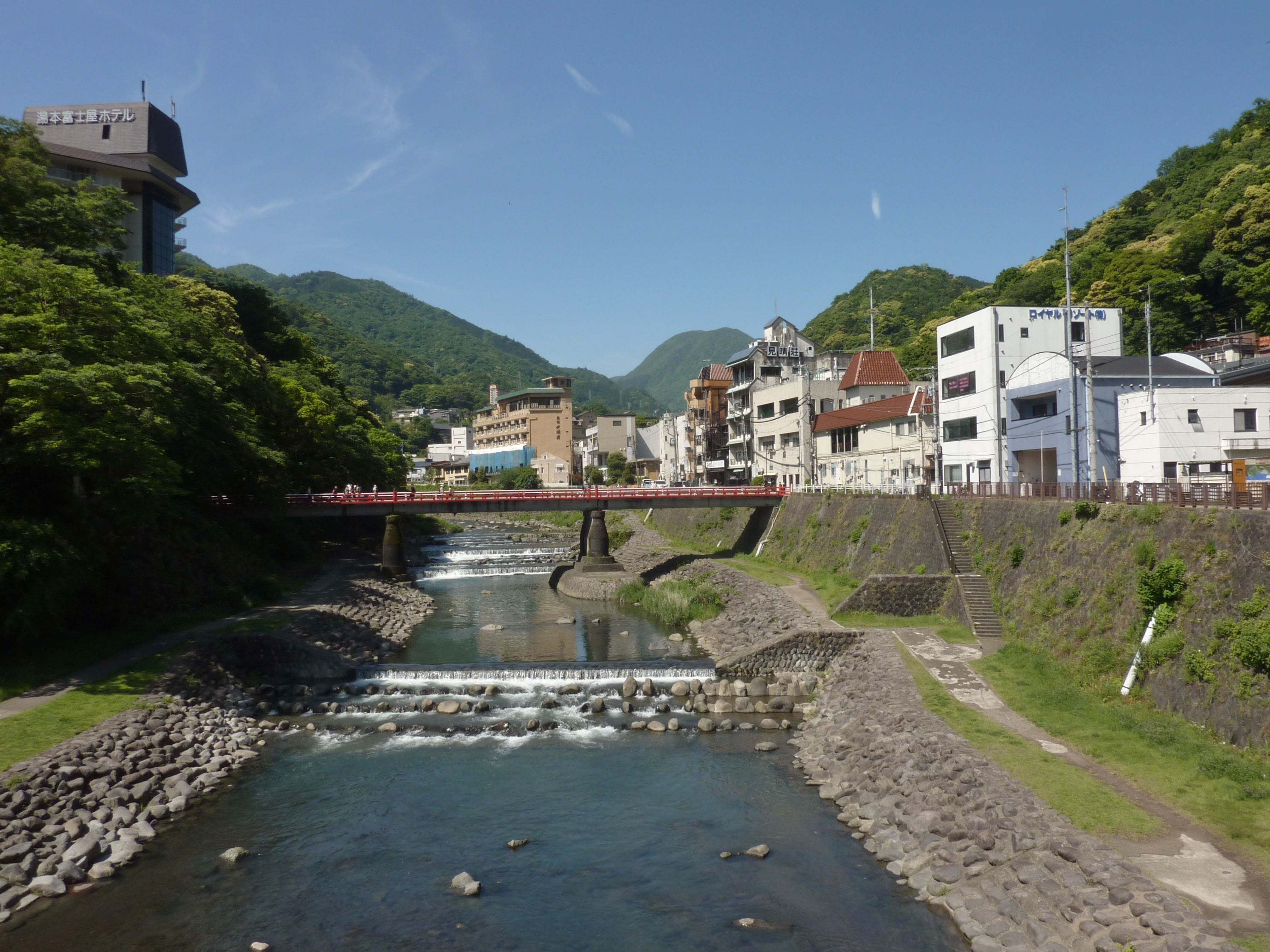
箱根湯本温泉街を流れる早川

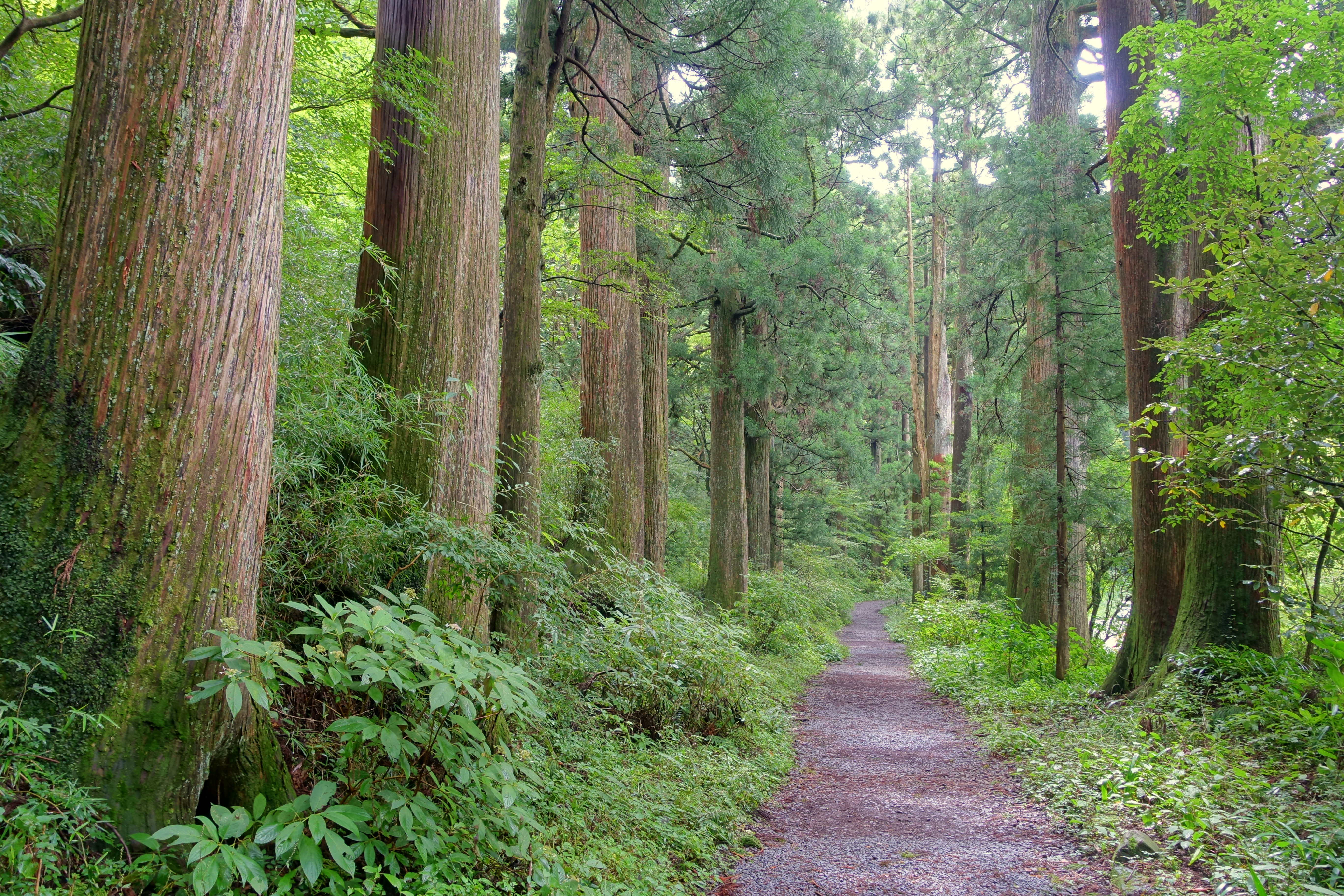
旧街道杉並木

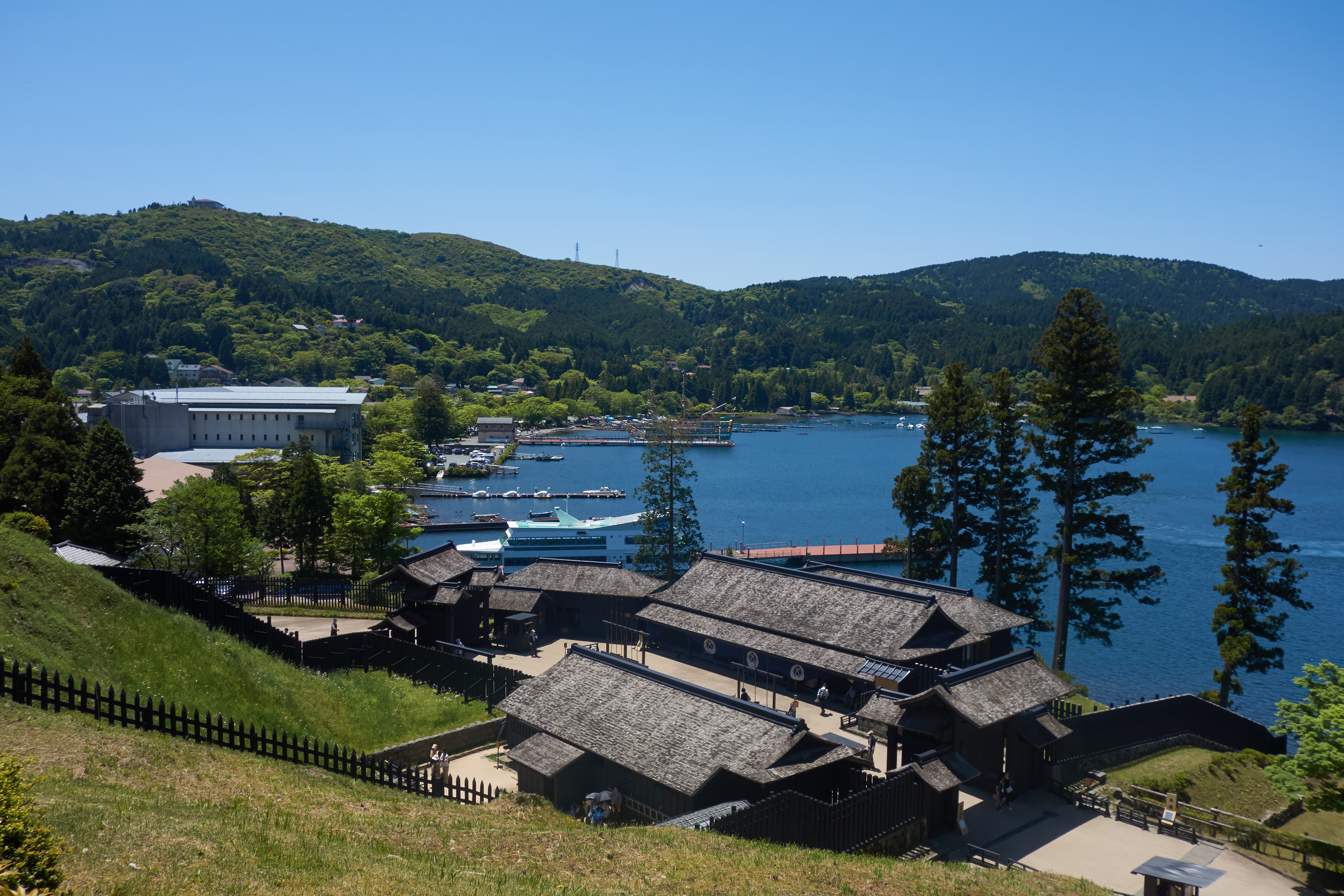
箱根関所

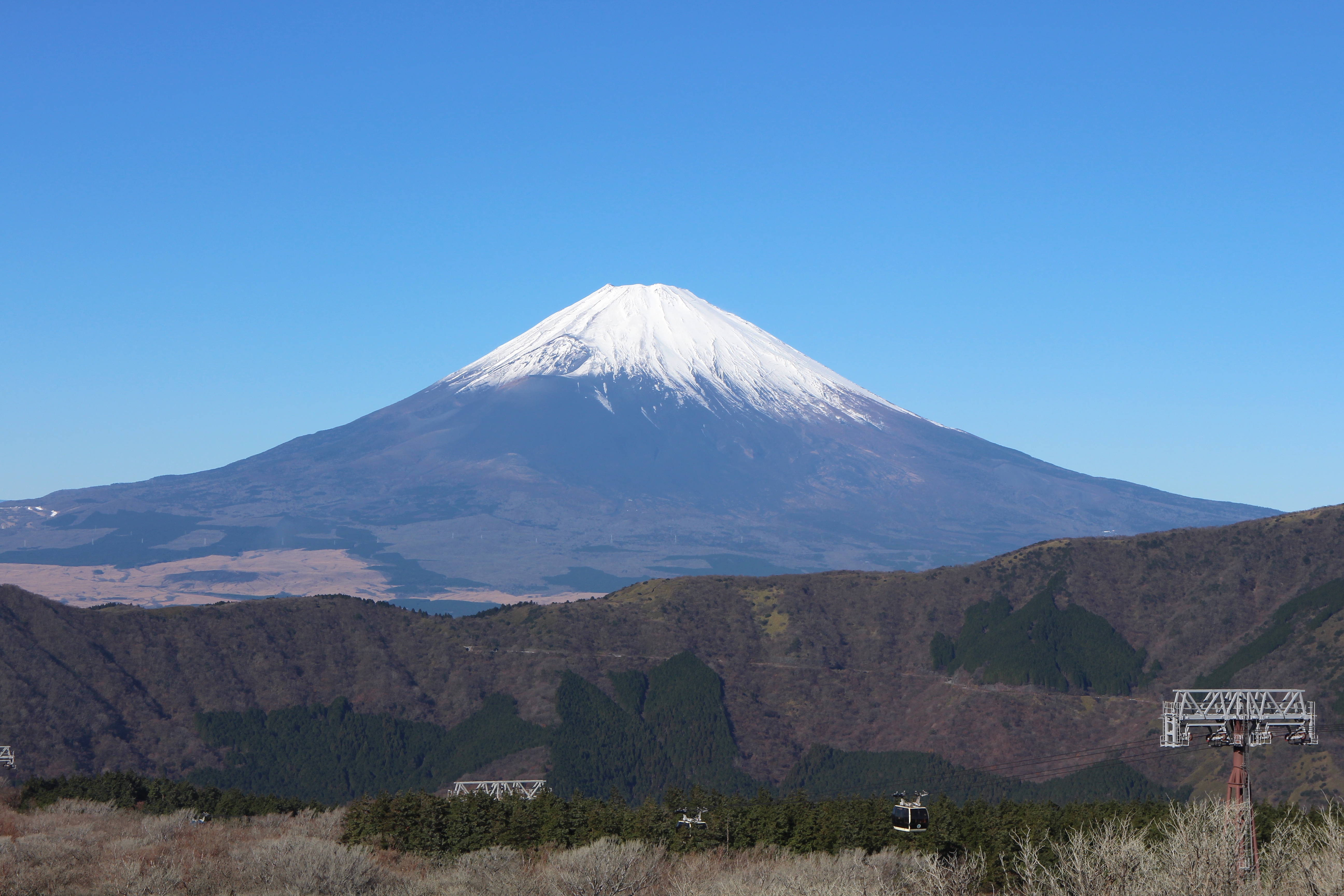
大涌谷から見た富士山

- 仙石原
- 箱根山
  - 大涌谷（箱根ロープウェイ）
  - 箱根駒ヶ岳（箱根駒ヶ岳ロープウェー）
  - 二子山
- 芦ノ湖
- 箱根温泉
- 箱根旧街道杉並木

### 公園・植物・動物
- 箱根湿生花園
- 強羅公園
- 箱根園（西武系）
  - 箱根園水族館
  - ふれあいどうぶつランド
- 恩賜箱根公園
- 箱根町立森のふれあい館

### 寺社・旧跡・伝統文化
- 箱根神社（里宮・本宮）
  - 九頭竜神社（本宮・新宮）
- 仙石原諏訪神社
  - 公時神社 (金時神社)
- 白山神社
- 進士ヶ城
- 早雲寺
- 箱根旧街道石畳
- 元箱根石仏・石塔群
- 箱根関所
- 畑宿・寄木細工

### 博物館・美術館
- 箱根ラリック美術館
- 箱根ガラスの森
- ポーラ美術館
- 箱根マイセンアンティーク美術館
- 箱根写真美術館
- 箱根美術館
- 箱根 彫刻の森美術館
- 岡田美術館
- 箱根町立郷土資料館
- 箱根ジオパーク
  - 箱根ジオミュージアム
  - 神奈川県立生命の星・地球博物館
  - 神奈川県温泉地学研究所
- 箱根ドールハウス美術館
- 箱根神社宝物殿
- 成川美術館
- 箱根関所資料館
  - 箱根寄木細工 関所からくり美術館
  - 箱根関所 旅物語館
- 箱根駅伝ミュージアム

### 日帰り温泉

#### 仙石原周辺
- 川涌の湯 マウントビュー箱根
- 仙石原 品の木一の湯
- 仙石原 ススキの原 一の湯
- かま家
- 温泉旅館 みたけ
- 四季倶楽部 フォレスト箱根
- 四季倶楽部 箱根和の香
- ホテルグリーンプラザ箱根
- 箱根仙石原プリンスホテル

#### 強羅・底倉周辺
宮城野〜大平台の日帰り温泉。
- 宮城野温泉会館
- 四季倶楽部 強羅彩香
- 温泉ホテル強羅館
- 国民宿舎 箱根太陽山荘
- メルヴェール箱根強羅
- 箱根 ゆとわ
- 白湯の宿 山田家
- 箱根二ノ平温泉 亀の湯
- 箱根小涌園ユネッサン
- 四季倶楽部 箱根仙泉閣
- 四季倶楽部 ヴィラ箱根80
- 底倉温泉 凾嶺(かんれい)
- 宮ノ下共同浴場 太閤湯
- 箱根大平台温泉 姫之湯

#### 箱根湯本周辺
塔ノ沢〜湯本茶屋の日帰り温泉。
- 塔ノ沢一の湯（本館、新館）
- 箱根湯寮
- かっぱ天国
- 湯本富士屋ホテル
- 弥次喜多の湯
- 日帰り温泉 和泉
- 吉池旅館
- 弥坂湯
- 湯遊び処 箱根の湯
- 天成園
- 木もれびの宿 ふるさと
- 湯の里おかだ
- ホテルおかだ
- 天山湯治郷
  - かよい湯治 一休
  - ひがな湯治 天山
- 雉子亭 豊栄荘

#### 元箱根周辺
芦之湯〜元箱根・箱根の日帰り温泉。
- 箱根高原ホテル
- 箱根レイクホテル
- 姥子温泉 芦ノ湖一の湯
- 絶景日帰り温泉 龍宮殿本館（西武系）
- 箱根湯の花プリンスホテル（西武系）
- 山形屋旅館
- 美肌の湯きのくにや
- ホテルラクーン
- ホテルむさしや
- 箱根宿 夕霧荘

### スポーツ・アウトドア
- 箱根町総合体育館（星槎レイクアリーナ箱根）
- 芦ノ湖キャンプ村

#### ゴルフ場
- 富士屋ホテル仙谷ゴルフコース
- 大箱根カントリークラブ（西武系）
- 箱根カントリー倶楽部
- 箱根湖畔ゴルフコース
- 小田原湯本カントリークラブ
- 箱根湯の花ゴルフ場（西武系）
- 箱根園ゴルフ場（西武系）
- 箱根くらかけゴルフ場

### 祭り・イベント
- 芦ノ湖冬景色花火大会（箱根神社節分祭奉祝花火大会） - 2月2日。
- 箱根神社節分祭 - 2月3日（節分）。
- 湯立獅子舞 - 1976年（昭和51年）10月19日に、神奈川県の無形民俗文化財に指定された。
  - 3月27日（仙石原諏訪神社）
  - 7月15日（宮城野諏訪神社）
- ケンペル・バーニー祭 - 元箱根、4月中旬。
- 大平台春祭り - 山神神社、4月16日-17日。
- 公時まつり - 公時神社（仙石原）、5月5日。
- 小涌谷つつじまつり - 5月上旬-下旬。
- 九頭龍神社例祭 - 6月13日。
- 天王祭 - 仙石原、7月第三日曜日。
- 湖水まつり - 7月31日。
- 箱根神社例大祭 - 8月1日。
  - 御神幸祭 - 8月2日。
- 太閤ひょうたん祭 - 宮ノ下温泉（富士屋ホテル）、8月3日。
- 箱根園サマーナイトフェスタ - 8月2日-3日。
- 湖尻龍神祭 - 8月4日。
- 鳥居焼まつり・流燈祭 - 8月5日。
- 大平台温泉夏祭り（姫祭り） - 8月11日。
- 納涼盆踊り大会 - 仙石原文化センターにて、8月13日-14日。
- 宮城野木賀夏まつり - 8月14日-15日。
- 箱根強羅夏まつり大文字焼 - 8月16日。
- 仙石原すすき祭り - 9月下旬。
- 湯本熊野神社祭 - 9月9日。
- 正眼寺地蔵縁日 - 9月21日。
- 芦刈まつり - 芦之湯温泉、10月下旬。
- 箱根大名行列 - 箱根湯本、11月3日。
- 箱根の秋音楽祭 - 仙石原、11月中旬。
- 塔之沢火伏観音菩薩例大祭 - 11月17日。

## 著名な出身者
- 河田貴一 - タレント (BOOMER)
- いまのまい - 歌手・タレント（完熟娘。）
- 松尾和子 - 歌手。東京ナイトクラブや誰よりも君を愛すなど。
- 松尾駿 - タレント (チョコレートプラネット)、はこね親善大使
- 勝俣翔貴 - プロ野球選手（オリックス・バファローズ）
- 勝俣浩行 - 箱根町長

### ゆかりの人物
- 八代亜紀 - 演歌歌手、女優、タレント、画家、はこね親善大使
- 折口信夫 - 国文学者、民俗学者、歌人、作家（仙石原に別荘を所有していた）
- 並木秋人 - 詩人
- カール・ツンベルク - 植物学者（箱根町に滞在して植物標本を採集した）
- 黒沢元治 - レーシングドライバー、テストドライバー（箱根町内に別荘を所有している）
- 熊川哲也 - バレエダンサー（箱根町内に別荘を所有している）
- ピエール瀧 - 俳優（箱根町内に別荘を所有している）
- 丘みつ子 ‐ 女優（過去に在住経験がある）

## 箱根町を舞台とした作品
- 箱根山 - 獅子文六
- 鉄鼠の檻 - 京極夏彦
- 蒼い描点 - 松本清張の小説。箱根温泉など町内を主要な舞台とし、著者が執筆時に宿泊した旅館も町内に現存する。1960年（昭和35年）以降4度テレビドラマ化された。
- 新世紀エヴァンゲリオン - 現在の仙石原が物語の中心地の「第3新東京市」として登場する。町の観光協会がスタジオカラーおよびガイナックス監修のもとヱヴァンゲリヲン新劇場版とタイアップ企画の観光パンフレット「ヱヴァンゲリヲン箱根補完マップ」を配布する[11]、旧仙石原中学校でのアニメイベントを開催するなど町をあげたタイアップ企画を行っている。
- 太陽の黙示録 - 主人公の舷一郎は箱根の山中で遊んでいた時に日本大震災に遭った。
- 温泉幼精ハコネちゃん - 由伊大輔の漫画。箱根温泉の精霊の幼女と、町民の少年少女が繰り広げるコメディ作で、2015年（平成27年）にはテレビアニメ化されている。
- 頭文字D Fifth Stage - しげの秀一原作の漫画・アニメ。箱根七曲りが走り屋チーム「チームスパイラル」、椿ラインが「サイドワインダー」の本拠地として登場。また、箱根ターンパイクでFC3S型RX-7とR32型スカイラインGT-Rがバトルを行うシーンも存在する。
- レーシングラグーン - スクウェア（現・スクウェア・エニックス）のレースゲーム・RPG。箱根が「HAKONE」という名称、箱根七曲りが「HOLY ROAD」という名称で登場しその場所が走り屋チーム「箱根 DRIFT DANCERS」やHAKONEの走り屋である織田真学の本拠地として登場。
- ゲート 自衛隊 彼の地にて、斯く戦えり - 箱根の温泉宿がテレビアニメ第9話の主な舞台となっている。
- かなたかける - 高橋しんによる駅伝を主題とした漫画。

## 箱根町のご当地ソング
- 「箱根馬子唄」民謡、藤原義則
- 「箱根八里」唱歌、デューク・エイセス
- 「箱根のおんな」北島三郎
- 「箱根パノラマ・ゴーゴー」クレイジーケンバンド
- 「箱根スカイライン」クレイジーケンバンド
- 「箱根八里の半次郎」氷川きよし、五木ひろし
- 「ボサ箱根」ゆず
- 「箱根峠」音羽しのぶ
- 「あじさい情話」北島三郎
- 「ハコネハコイリムスメ」petit milady
- 「箱根 おんな宿」真咲よう子
- 「箱根の神様」N.U.
- 「箱根が待ってるよ」N.U.
- 「箱根に一泊」半田健人

## 電話番号
市外局番は0460（小田原MA）。市内局番が1桁、総桁数が9桁という日本では珍しい状況が長年続いていたが、2007年（平成19年）2月25日2:00より頭に「8」をつけた2桁に変更、総桁数も他地域と同様の10桁となった。